# 弦楽のための三楽章
弦楽のための三楽章（げんがくのためのさんがくしょう、TRIPTYQUE for String Orchestra）は、芥川也寸志が1953年に作曲した弦楽合奏曲。「三連画」を意味する『トリプティク（トリプティーク）』という題名でも知られる。演奏時間は約13分。1955年、ワルシャワ音楽賞受賞。

## 作曲の経緯等
アメリカ合衆国での公演を控えていたNHK交響楽団常任指揮者クルト・ヴェスの依頼を受け作曲を開始、1953年10月に完成した。曲名は作曲者が愛聴していたアレクサンデル・タンスマンの『トリプティク』（1930年作曲）から採ったもの。「急 - 緩 - 急」といった全体の構成など、1948年作曲の『交響三章』と類似点が多いが、本作品の方がより完成度は高くなっている。また本曲の2楽章・3楽章は、『弦楽四重奏曲』（1948年、初演後に破棄）の3楽章・2楽章がそれぞれ転用されている。

## 初演
1953年12月、ニューヨークのカーネギー・ホールにてクルト・ヴェス指揮ニューヨーク・フィルハーモニックにより初演。1955年の作曲者のソビエト連邦訪問の際、ニコライ・アノーソフにより取り上げられ、翌1956年にはソ連国立音楽出版から楽譜が出版された。
また、作曲者が武満徹と共同で音楽を担当した1963年の映画『太平洋ひとりぼっち』にも一部使われている。

## 編成
- 弦五部

## 構成
楽章の冒頭につけられた調号から、第1楽章 - イ短調、第2楽章 - 変ホ長調、第3楽章 - ロ短調、とも取れるが、便宜的につけられたものといった性格に近い。また作曲者の好んだオスティナート技法が多用されている。
第1楽章 Allegro（ = 138）
三部形式。曲の冒頭から全合奏で突進するような力強い主題が奏される。この主題のリズム音形（ ）は、楽章において様々な箇所で顔を出す（またこれは3楽章の主題の逆行形でもある）。途中、主題がヴァイオリン・ソロで奏されたり、副主題を挟んだりしながら進む。中間部で抒情的なメロディが現れたりするが、低音部の伴奏リズム（冒頭主題の音形）は変化せず、楽章の最後まで勢いを保つ。
第2楽章 子守歌（Berceuse）　Andante（ = 72）
三部形式。作曲者の娘のために書かれた5拍子の子守歌で、ヴィオラで歌われる。1･3楽章と対比をなす非常に叙情的な楽章で、全パートに弱音器が指定されている。中間部では楽器本体を手で叩く「Knock the body」の特殊奏法が用いられる。また伴奏の和音をレガートとトレモロのユニゾンにしたり、パートを分けて上下交互にニ声部を奏させるなど、細かい管弦楽法が施されている。
第3楽章 Presto（ = 152）
ロンド形式。よく「祭囃子の太鼓のような」と表現される変拍子の主題が弱奏で始まる（芥川自身は作曲当時に近所の神社から聞こえてきた御神楽から想を得たとも語っていた）。この後、おどけたような三拍子の第2の主題を挟みながら進み、徐々に加速して曲は一度クライマックスを迎える。ゲネラルパウゼの後に、Adagioのゆるやかな第3の主題が出てくる。再びテンポは冒頭の速度になり、もう一度三つの主題が圧縮された形で現れた後、最後は冒頭の主題を力強く奏して終わる。

## 主な録音
| 録音年 | 指揮者                     | オーケストラ                           | レーベル          | 備考             |
| ------ | -------------------------- | -------------------------------------- | ----------------- | ---------------- |
| 1956   | 朝比奈隆                   | スウェーデン放送交響楽団               | Weitblick         | 第1、第2楽章のみ |
| 1960   | 森正                       | 東京交響楽団                           | 東芝EMI           |                  |
| 1967   | キリル・コンドラシン       | モスクワ・フィルハーモニー管弦楽団     | キングレコード    | 第3楽章のみ      |
| 1986   | 芥川也寸志                 | 新交響楽団                             | フォンテック      |                  |
| 1989   | 円光寺雅彦                 | 仙台フィルハーモニー管弦楽団           | ナミ・レコード    |                  |
| 1994   | 佐藤功太郎                 | 新星日本交響楽団                       | ビクター          |                  |
| 1998   | 本名徹次                   | 日本フィルハーモニー交響楽団           | キングレコード    |                  |
| 1999   | 飯守泰次郎                 | 新交響楽団                             | フォンテック      |                  |
|        | アグニェシュカ・ドゥチマル | ポーランド放送アマデウス室内管弦楽団   | Accord            |                  |
| 2009   | ヴァレリー・ゲルギエフ     | NHK交響楽団                            | NHK（未発売）     |                  |
| 2014   | 西本智実                   | 日本フィルハーモニー交響楽団           | Billboard Records |                  |
| 2016   | 水戸博之                   | オーケストラ・トリプティーク           | スリーシェルズ    |                  |
| 2017   | 佐渡裕                     | ウィーン・トーンキュンストラー管弦楽団 | avex-CLASSICS     |                  |